# Карадар'я (притока Сирдар'ї)
Карадар'я (кир. Кара-Дар'я; узб. Qoradaryo, Қорадарё,чорна річка) — річка у Середній Азії, що тече територією Киргизстану і Узбекистану, при злитті з Нарином (40°54′ пн. ш. 71°45′ сх. д. / 40.9° пн. ш. 71.75° сх. д.) утворює Сир-Дар'ю. 

## Гідрологічна характеристика
Довжина Карадар'ї дорівнює 180 км, разом з лівою складовою Тар - 318 км. Площа басейну складає 30 100 км. Карадар'я харчується водами снігів та льодовиків. Середньорічна витрата води — 136 м³/с, найбільша витрата, що спостерігала в даній точці — 265 м³/с (1969 рік), найменша витрата в даній точці — 68,4 м³/с (1975 рік). 55% річного стоку припадає на період з березня по липень. Найбільш повноводна річка у червні, найменш повноводна у зимовий період.
Вода має каламутність, що дорівнює 1 кг/м³.
У деякі зими Карадар'я на короткий час замерзає біля берегів і спостерігається льодохід.

## Течія річки

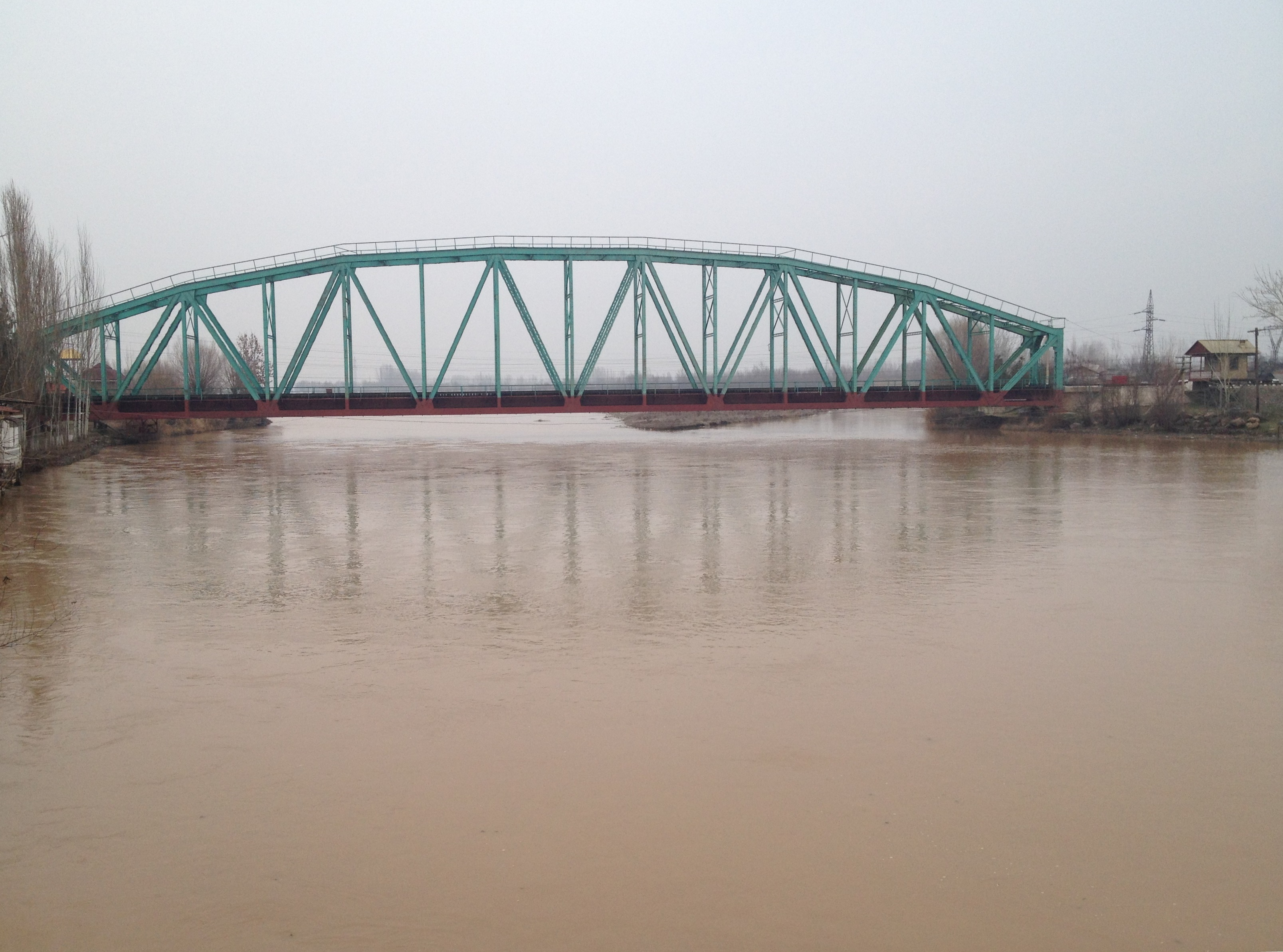
Залізничний міст через Карадар'ю

Карадар'я утворюється внаслідок злиття рiчок Каракульджі та Тару, які починаються з південно-східного схилу Ферганського та північного схилу Алайського хребта. Крапка початку Карадар'ї розташована на висоті близько 1150 м, поблизу села Кенеш Ошської області Киргизстану.
Карадар'я тече у західному напрямі. Аж до Андижанського водосховища Карадар'я проходить долиною шириною від 0,5 до 4—5 км. Потім долина різко звужується, формуючи нині затоплену ущелину Кампиррават. Тут річка перегороджена греблею, утворюючи Андижанське водосховище. Нижче Карадарья виходить у Ферганську долину, переходячи землі Андижанської області Узбекистану.
По передуст'євій ділянці Карадар'ї проведено кордон Андижанської та Наманганської області. За містом Баликчі зливається з річкою Нарин на висоті 396 м. Карадар'я ліворуч і Нарин праворуч утворюють річку Сирдар'я.

## Господарське використання
Після виходу землі Ферганської долини води Карадар'ї інтенсивно використовуються на зрошення. Її водами живляться великі канали Шахріхансай, Андіжансай і Пахтаабад.
Від річки починається Карадар'їнський тракт Великого Ферганського каналу.
На річці збудоване Андижанське водосховище.
Населені пункти на Карадар'ї: Куйґан'яр, Ханабад, Узген.

## Притоки
Карадарья має кілька великих приток: (праворуч) Жази, Кугарт, Кара-Ункюр та Майлуу-Суу, (ліворуч) Куршаб, Ак-Буура, Аравансай.